# رودني فيرغسون
رودني فيرغسون (بالإنجليزية: Rodney Ferguson)‏ هو لاعب كرة قدم أمريكية أمريكي، ولد في 25 أغسطس 1986 في فلينت في الولايات المتحدة.